# Ectopleura grandis
Ectopleura grandis är en nässeldjursart som beskrevs av John Fraser 1944. Ectopleura grandis ingår i släktet Ectopleura och familjen Tubulariidae. Inga underarter finns listade i Catalogue of Life.